# Charles Winslow
Charles Lyndhurst Winslow (ur. 1 sierpnia 1888 w Queenstown, zm. 15 września 1963 w Johannesburgu) – południowoafrykański tenisista, dwukrotny uczestnik letnich igrzysk olimpijskich (Sztokholm 1912, Antwerpia 1920).
Dwukrotny mistrz olimpijski ze Sztokholmu (w grze pojedynczej oraz podwójnej, wspólnie z Haroldem Kitsonem) oraz brązowy medalista z Antwerpii (w grze pojedynczej).